# آرتمیسا
شهر آرتمیسا در استان آتیک در کشور یونان واقع شده است که دارای جمعیت ۲۲٬۸۲۵  نفر می‌باشد.